# 氣墊快駒
氣墊快駒（日語：エアシェイディ），是日本純種競賽馬匹。生涯主要出戰中距離賽事，曾勝出2008年美國賽馬會盃。

## 出賽前
2001年2月20日出生於北海道千歲市社台牧場，所有權歸於其母系馬主Lucky Field Co. Ltd.旗下。
其後交由美浦訓練中心練馬師伊藤正德訓練。

## 競賽生涯

### 2歲
2003年11月1日出戰東京競馬場2歲新馬戰，雖然於直路上表現出不俗的走勢並成功突圍，但最終仍然被後方來襲的賽駒超越得第二。
其後出戰2歲未勝利戰，以中段變奏的方式在最後彎道處於前方位置，進入直路進一步加速下成功超越前方賽駒，最終以2 1/2馬位取得首勝。
其後出戰公開賽希望錦標，本次賽事維持穩定節奏於前方位置下在直路順利衝出，跑出優秀的末腳速度下成功戰勝後上的Yamanin Alabaster取得連勝。

### 3歲
2004年由於在春季骨折，因而未有出戰皋月賞及東京優駿（日本打吡）。
秋季復出後以聖烈特紀念作為首戰，於比賽初段選擇後上下雖然於對面直路末段開始在外檔位置提速，但於直路上仍然未能最大程度衝刺，最終僅獲第六。
其後於靜岡電視賞取得冠軍後挑戰京阪盃，於其中奮力追趕下跑獲一直第三。

### 4歲
2005年首戰為美國賽馬會盃，比賽初段選擇於前方位置展開推進，並於最後彎道開始發力。進入直路後，其一度於中檔位置衝出取得優勢，但其後勢頭逐漸減弱下被外檔後上的Craft Work超越，最終被拉開1 1/2馬位以第二完賽。
完成美國賽馬會盃後出戰中山紀念，雖然賽前獲得第一人氣的支持，但於比賽途中未能在直路發揮最大的加速力，最終僅跑獲第四的戰績。
其後原定以公開賽四月錦標作為目標，但於訓練途中再度出現骨折的情況需要休養。

### 5歲
2006年復出戰為白富士錦標，雖然於休養途中體重增加了14公斤，但仍然可以於比賽途中維持穩定的走勢，最終於直路一舉加速捧走勝利。
3月5日出戰三級賽中京紀念，於出閘後稍為放緩節奏將自身保持於後方第九的位置，但於對面直路中段騎師後藤浩輝指揮其開始加速，導致其進入最後彎道時經已處於第三左右。但於進入直路後，氣墊快駒始終只能維持較為均速的速度，最終無法抵擋來自後方的壓力下以第三落敗。
6月緊接挑戰福島電視公開賽，於其中一舉衝出取得冠軍，其後在函館紀念上亦保持優秀的實力，僅敗於獵犬快車取得亞軍。
入秋後，雖然其於起動戰產經賞中稍為失手以第五完賽，但其後出戰富士錦標跑獲第二，於公開賽首都錦標中更跑出全長最快末腳取得冠軍。

### 6歲
2007年年初繼續挑戰分級賽，但於東京新聞盃中因在直路上的纏鬥敗於鈴鹿鳳凰而未能奪冠僅獲亞軍，2月出戰中山紀念亦因為後上不給再度取得第二。
其後以讀賣盃為目標，但因運送前往關西時體態出現問題，最終以第十一大敗，6月出戰主要目標安田紀念更因於直路上的失速以第十六慘敗。
稍為休養後於秋季出戰富士錦標，本次比賽初段其處於隊伍最後方位置，並一直未有加速的動作以等待時機。進入直路後，其於外檔瞬間發力不斷衝刺，雖然爆發出絕佳的末腳，但最終仍然未能超越前方的三頭賽駒，以細微的差距取得第四。
11月23日出戰首都錦標尋求連霸，但於直路上再度因留得太後而未能扭轉局勢，最終以3/4馬位差距敗於前置馬拳壇奇蹟取得亞軍。

### 7歲
2008年首戰選擇為中山金盃，比賽初段繼續選擇保持於後方的位置，但於通過第一彎道時開始加速上前，於第三、四彎道時候更來到了第五的位置。進入直路後，其於中檔展開加速追擊前方的賽駒，雖然成功跑出勢頭，但未能對Admire Fuji造成足夠威脅下再度以第二落敗。
1月27日增程出戰美國賽馬會盃，賽前取得第二人氣。比賽開始後，其選擇於中團左右的位置穩步推進，雖然於對面直路未有太大動作，但於通過第三、四彎道時順勢抽出外檔加速並進佔先頭位置。進入直路後，其進一步借勢有所在位置衝出，跑出後600米35.4秒末腳下成功超越所有對手，最終以1 1/4馬位優勢成功奪得首個分級賽冠軍。
稍為放草過後於3月出戰中山紀念，但保持於中團後方位置下雖然於直路展現優秀的反應，但最終仍然未能修復和前方之間的差距，敗於結伴行和榮進特快下以第三完賽。
其後維持較為平凡的表現，出戰安田紀念雖然可以保住一席第四，但於寶塚紀念中卻以第七落敗。
進入秋季後，陣營因其於年初成功勝出美國賽馬會盃而為其安排中長途戰線的賽程，但於產經賞及秋季天皇賞中均獲得第五。
12月其進一步增程挑戰有馬紀念，賽前因為近績不佳僅獲第十一人氣的低評價。比賽開始後，其繼續採用自身較為熟悉的中團戰術，保持於約莫第八的位置下於通過第三彎道前稍為加速，但通過最後彎道時重新墮後。進入直路後，其於中檔位置順利加速衝刺，最終跑出優秀的速度下僅未能超越前方領放的大和赤驥及被後上馬尊皇趕過，以爆冷的姿態奪得季軍。而本次比賽雖然頭馬大和赤驥為第一人氣，但因為二馬尊皇為第十四人氣，三馬氣墊快駒為第十一人氣，導致三重彩的派彩達到高昂的9955.8倍。

### 8歲
2009年首場賽事為美國賽馬會盃並以連霸為目標，但於直路上無法最大程度展現加速力而被處於前方位置的永通達甩開，最終再度獲得亞軍。
其後縮程出戰中山紀念，但於其中以第五落敗。
休養約半年後復出出戰新潟紀念取得第四，其後出戰秋季天皇賞及日本盃亦未能做出優秀的戰績，分別以第八及第五完賽。
年末其再度挑戰有馬紀念，於漏閘之下被迫選擇後上戰術，並於大部份時間一直處於最後方的位置。進入直路後，其於大外檔成功進入望空狀態並找尋到合適的跑線，瞬間開步加速下轟出驚人的末腳超越大部份對手，最終僅敗於夢之旅及迷人景致，連續兩年以爆冷的姿態跑入第三的位置。

### 9歲
2010年9歲的氣墊快駒仍然處於現役狀態，並於3月出戰日經賞作為首戰。比賽開始後，其採用有馬紀念時的戰術保持於後方，進入直路後再度嘗試於大外檔位置加速衝刺，但未能壓制逐鹿沙場之下被對方率先衝過終點以第二落敗。
5月2日再度增程度出戰春季天皇賞，但一直保持後方位置下於通過最後彎道時陷入被阻塞的困境，最終完全無法衝出下以第十七大敗。
賽後，陣營更發現其右腳第一趾骨出現剝離性骨折，雖然進入長期休養，

### 10歲
2011年，其遠征以4月的京王盃春季盃作為復出戰，但於一次快跳途中左前腳出現肌腱斷裂的情況，最終於被診斷為喪失競賽能力下黯然退役。

### 詳細賽績
| 日期       | 舉辦國家 | 馬場 | 距離   | 級別  | 賽事名稱       | 負重 | 騎師     | 馬號 | 出馬 | 名次 | 時間   | 頭馬（二馬）          |
| ---------- | -------- | ---- | ------ | ----- | -------------- | ---- | -------- | ---- | ---- | ---- | ------ | --------------------- |
| 1/11/2003  | 日本     | 東京 | 草1600 |       | 2歲新馬        | 55   | 柏兆雷   | 10   | 13   | 2    | 1:37.8 | Epsom Ultima          |
| 22/11/2003 | 日本     | 東京 | 草1800 |       | 2歲未勝利      | 55   | 柏兆雷   | 13   | 18   | 1    | 1:49.9 | （Special Bach）      |
| 28/12/2003 | 日本     | 中山 | 草2000 | OP    | 希望錦標       | 55   | 柏兆雷   | 2    | 14   | 1    | 2:02.1 | （Yamanin Alabaster） |
| 19/9/2004  | 日本     | 中山 | 草2200 | GII   | 聖烈特紀念     | 56   | 後藤浩輝 | 11   | 15   | 6    | 2:11.0 | 大宇宙                |
| 24/10/2004 | 日本     | 東京 | 草1800 |       | 静岡電視賞     | 55   | 後藤浩輝 | 5    | 13   | 1    | 1.48.1 | （Asakusa Kininaru）  |
| 27/11/2004 | 日本     | 京都 | 草1800 | GIII  | 京阪盃         | 54   | 後藤浩輝 | 15   | 17   | 3    | 1.46.7 | Daiwa el Cielo        |
| 23/1/2005  | 日本     | 中山 | 草2200 | GII   | 美國賽馬會盃   | 56   | 後藤浩輝 | 11   | 13   | 2    | 2.11.6 | Craft Work            |
| 27/2/2005  | 日本     | 中山 | 草1800 | GII   | 中山紀念       | 56   | 後藤浩輝 | 4    | 14   | 4    | 1.47.2 | 各有千秋              |
| 4/2/2006   | 日本     | 東京 | 草2000 | OP    | 白富士錦標     | 56   | 後藤浩輝 | 6    | 13   | 1    | 2.01.3 | （Cosmo Austin）      |
| 5/3/2006   | 日本     | 中京 | 草2000 | GIII  | 中京紀念       | 56   | 後藤浩輝 | 9    | 13   | 4    | 1.58.5 | Machikane Aura        |
| 25/6/2006  | 日本     | 福島 | 草1800 | OP    | 福島電視公開賽 | 56   | 後藤浩輝 | 15   | 15   | 1    | 1.47.8 | （Daiwa Bandit）      |
| 23/7/2006  | 日本     | 函館 | 草2000 | GIII  | 函館紀念       | 57   | 後藤浩輝 | 4    | 16   | 2    | 2.05.3 | 獵犬快車              |
| 24/9/2006  | 日本     | 中山 | 草2200 | GII   | 產經賞         | 57   | 後藤浩輝 | 14   | 15   | 5    | 2.12.2 | 各有千秋              |
| 21/10/2006 | 日本     | 東京 | 草1600 | GIII  | 富士錦標       | 56   | 安藤勝己 | 16   | 18   | 2    | 1.32.9 | Kinetics              |
| 26/11/2006 | 日本     | 東京 | 草1600 | OP    | 首都錦標       | 56   | 安藤勝己 | 4    | 14   | 1    | 1.35.0 | （Black Bar Spin）    |
| 17/1/2007  | 日本     | 東京 | 草1600 | GIII  | 東京新聞盃     | 57   | 安藤勝己 | 4    | 15   | 2    | 1.32.8 | 鈴鹿鳳凰              |
| 25/2/2007  | 日本     | 中山 | 草1800 | GII   | 中山紀念       | 58   | 横山典弘 | 9    | 16   | 2    | 1.47.4 | 天鵝騎士              |
| 14/4/2007  | 日本     | 阪神 | 草1600 | GII   | 讀賣盃         | 57   | 横山典弘 | 4    | 15   | 11   | 1.33.8 | 金剛力王              |
| 3/6/2007   | 日本     | 東京 | 草1600 | GI    | 安田紀念       | 58   | 横山典弘 | 13   | 18   | 16   | 1.33.6 | 大和主將              |
| 20/10/2007 | 日本     | 東京 | 草1600 | GIII  | 富士錦標       | 56   | 安藤勝己 | 7    | 18   | 4    | 1.33.4 | 盛高                  |
| 26/11/2007 | 日本     | 東京 | 草1600 | OP    | 首都錦標       | 56   | 安藤勝己 | 6    | 18   | 2    | 1.32.8 | 拳壇奇蹟              |
| 5/1/2008   | 日本     | 中山 | 草2000 | GIII  | 中山金盃       | 57   | 後藤浩輝 | 15   | 16   | 2    | 2.01.0 | Admire Fuji           |
| 27/1/2008  | 日本     | 中山 | 草2200 | JpnII | 美國賽馬會盃   | 57   | 後藤浩輝 | 5    | 16   | 1    | 2.13.6 | （Tosho Knight）      |
| 2/3/2008   | 日本     | 中山 | 草1800 | GII   | 中山紀念       | 58   | 後藤浩輝 | 5    | 16   | 3    | 1.47.8 | 結伴行                |
| 8/6/2008   | 日本     | 東京 | 草1600 | GI    | 安田紀念       | 58   | 後藤浩輝 | 14   | 18   | 4    | 1.33.4 | 伏特加                |
| 29/6/2008  | 日本     | 阪神 | 草2200 | GI    | 寶塚紀念       | 58   | 後藤浩輝 | 14   | 14   | 7    | 2.15.9 | 榮進代表              |
| 28/9/2008  | 日本     | 中山 | 草2200 | GII   | 產經賞         | 58   | 後藤浩輝 | 6    | 14   | 5    | 2.12.8 | 梵高藝展              |
| 2/11/2008  | 日本     | 東京 | 草2000 | GI    | 秋季天皇賞     | 58   | 後藤浩輝 | 3    | 17   | 5    | 1.57.3 | 伏特加                |
| 28/12/2008 | 日本     | 中山 | 草2500 | GI    | 有馬紀念       | 57   | 後藤浩輝 | 6    | 14   | 3    | 2.31.9 | 大和赤驥              |
| 25/1/2009  | 日本     | 中山 | 草2200 | GII   | 美國賽馬會盃   | 58   | 後藤浩輝 | 6    | 13   | 2    | 2.14.3 | 永通達                |
| 1/3/2009   | 日本     | 中山 | 草1800 | GII   | 中山紀念       | 57   | 後藤浩輝 | 7    | 10   | 5    | 1.49.5 | 結伴行                |
| 30/8/2009  | 日本     | 新潟 | 草2000 | GIII  | 新潟紀念       | 58   | 後藤浩輝 | 16   | 18   | 4    | 1.59.7 | Hokko Pas de Chat     |
| 1/11/2009  | 日本     | 東京 | 草2000 | GI    | 秋季天皇賞     | 58   | 後藤浩輝 | 18   | 18   | 8    | 1.58.2 | 結伴行                |
| 29/11/2009 | 日本     | 東京 | 草2400 | GI    | 日本盃         | 57   | 後藤浩輝 | 3    | 18   | 5    | 2.23.0 | 伏特加                |
| 27/12/2009 | 日本     | 中山 | 草2500 | GI    | 有馬紀念       | 57   | 後藤浩輝 | 6    | 16   | 3    | 2.30.8 | 夢之旅                |
| 27/3/2010  | 日本     | 中山 | 草2500 | GII   | 日經賞         | 57   | 戶崎圭太 | 8    | 15   | 2    | 2.34.2 | 逐鹿沙場              |
| 2/5/2010   | 日本     | 京都 | 草3200 | GI    | 春季天皇賞     | 58   | 戶崎圭太 | 15   | 18   | 17   | 3.20.3 | 網絡電郵              |

## 退役後
退役後，氣墊快駒成為了配種馬，被輸出至韓國京畿道金浦市Champion牧場休養，在2012年進行配種。首批子嗣於2013年出生。首批子嗣可於2015年出賽。
2021年，其於牧場內死亡，但消息於2023年才被傳出。

## 血統簡介
父系週日寧靜是美國三冠賽雙冠馬，退役後在日本配種，在日本馬壇相當成功，贏得多項分級賽事，其子嗣贏得巨額獎金，連續12年成為日本冠軍種馬。祖父Halo爲美國賽駒，曾贏得一級賽冠軍，爲美國冠軍種馬。
母系Air Deja Vu為日本賽駒，生涯戰績不俗，曾勝出三級賽皇后錦標，亦於櫻花賞及優駿牝馬（日本橡樹大賽）中分別獲得季軍及亞軍。外祖父北方風味爲加拿大賽駒，於當地有不俗的戰績，退役後被社台集團引進日本作爲配種馬使用，於週日寧靜引入前一度爲日本最成功的種馬，於與當時象徵牧場的巴索隆齊名。

### 血統表
| 父線：週日寧靜系（Halo系）                     |                                    |                 |               |
| 種馬 週日寧靜 1986年（棕色）                   | Halo 1969年（棕色）                | Hail to Reason  | Turn-to       |
| 種馬 週日寧靜 1986年（棕色）                   | Halo 1969年（棕色）                | Hail to Reason  | Nothirdchance |
| 種馬 週日寧靜 1986年（棕色）                   | Halo 1969年（棕色）                | Cosmah          | Cosmic Bomb   |
| 種馬 週日寧靜 1986年（棕色）                   | Halo 1969年（棕色）                | Cosmah          | Almahmoud     |
| 種馬 週日寧靜 1986年（棕色）                   | Wishing Well 1975年（棗色）        | Understanding   | Promised Land |
| 種馬 週日寧靜 1986年（棕色）                   | Wishing Well 1975年（棗色）        | Understanding   | Pretty Ways   |
| 種馬 週日寧靜 1986年（棕色）                   | Wishing Well 1975年（棗色）        | Mountain Flower | Montparnasse  |
| 種馬 週日寧靜 1986年（棕色）                   | Wishing Well 1975年（棗色）        | Mountain Flower | Edelweiss     |
| 繁殖雌馬 Dyna Traquin 1979年（棗色）           | 北方風味 1971年（栗色）            | 北地舞人        | 新北區        |
| 繁殖雌馬 Dyna Traquin 1979年（棗色）           | 北方風味 1971年（栗色）            | 北地舞人        | Natalma       |
| 繁殖雌馬 Dyna Traquin 1979年（棗色）           | 北方風味 1971年（栗色）            | Lady Victoria   | Victoria Park |
| 繁殖雌馬 Dyna Traquin 1979年（棗色）           | 北方風味 1971年（栗色）            | Lady Victoria   | Lady Angela   |
| 繁殖雌馬 Dyna Traquin 1979年（棗色）           | I Dreamed a Dreamed 1987年（棗色） | Well Decorated  | Raja Baba     |
| 繁殖雌馬 Dyna Traquin 1979年（棗色）           | I Dreamed a Dreamed 1987年（棗色） | Well Decorated  | Paris Breeze  |
| 繁殖雌馬 Dyna Traquin 1979年（棗色）           | I Dreamed a Dreamed 1987年（棗色） | Hidden Trail    | Gleaming      |
| 繁殖雌馬 Dyna Traquin 1979年（棗色）           | I Dreamed a Dreamed 1987年（棗色） | Hidden Trail    | Tobacco Trial |
| 雌系：號族：4-r                                |                                    |                 |               |
| 五代內近親交配：Almahmoud 4×5、Lady Angela 4×5 |                                    |                 |               |

## 命名由來
名字中，Air（エア）是馬主Lucky Field Co Ltd.冠名，出自NBA球星米高·佐敦的別名，亦有佛教中代表「空」的含意，Shady（シェイディ）就是美國饒舌歌手Eminem之外號Slim Shady，香港只取前半部分加以聯想，翻譯為「氣墊快駒」。

## 外部連結
- 氣墊快駒 netkeiba.com （页面存档备份，存于）
- 血統表 （页面存档备份，存于）